# روبرت سوتون
روبرت سوتون (30 مايو 1940 في المملكة المتحدة - ) (بالإنجليزية: Robert Sutton)‏ هو لاعب كريكت نيوزلندي.

## وصلات خارجية
- روبرت سوتون على موقع إي آس بي آن كريك إنفو (الإنجليزية)